# Jūrmala
Jūrmala [juːrmala]ⓘ es una ciudad de Letonia, cercana a Riga. Jurmala es un lugar turístico y se ubica entre el golfo de Riga y el río Lielupe. Significa "al lado del mar" o "playa" en letón.
Desde 2011, se disputa la carrera ciclista Jūrmala G. P.

## Historia

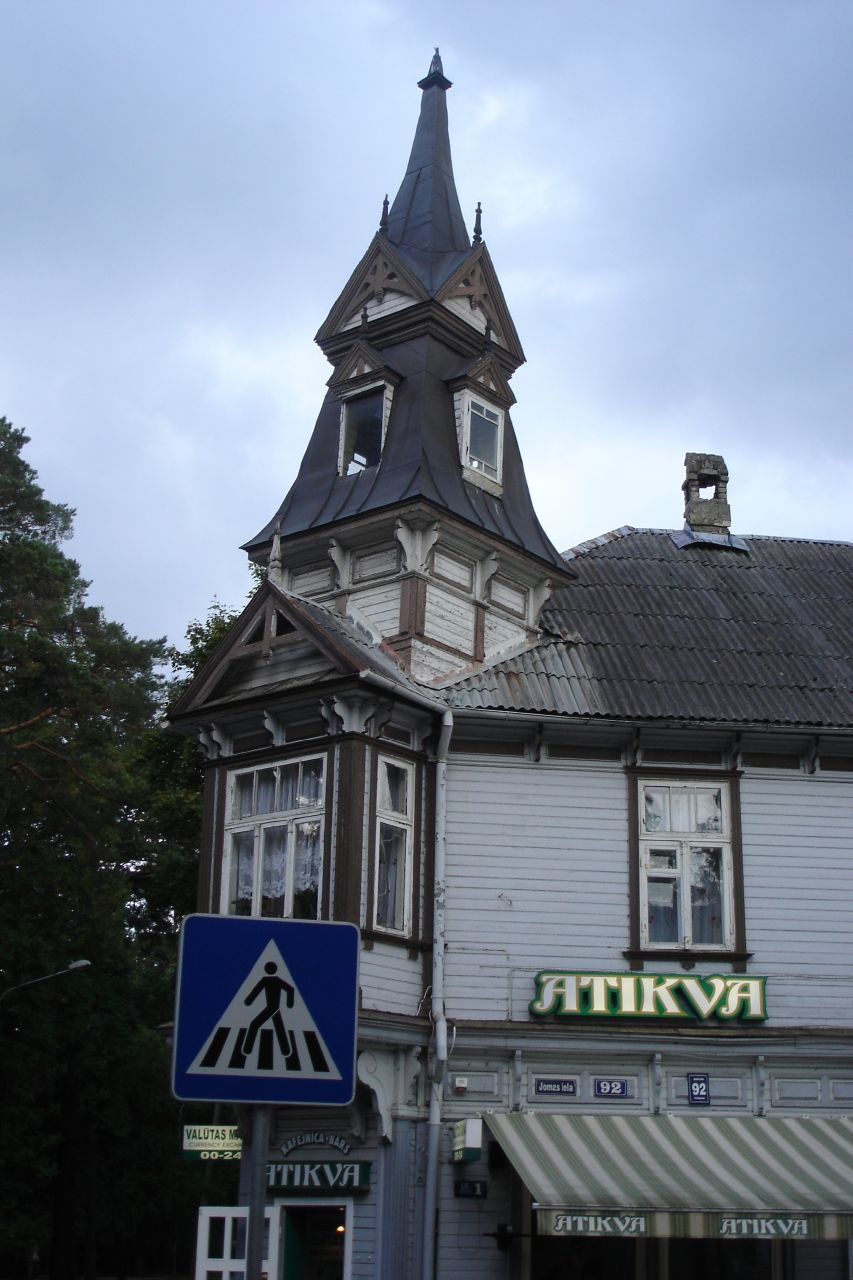
Casa en Jūrmala

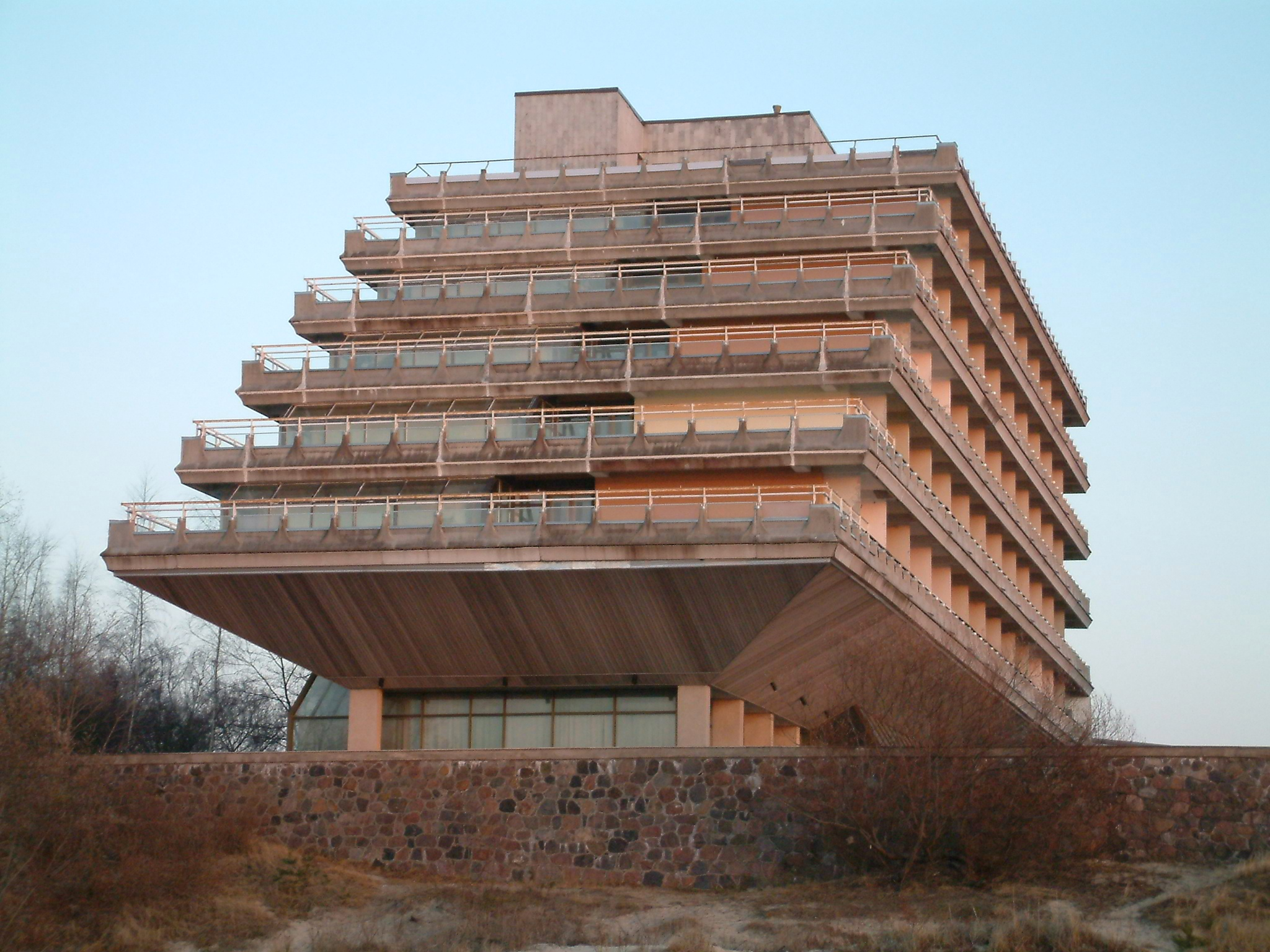
En la era soviética el complejo hotelero del hormigón en Jūrmala. Ahora se ha restaurado y se llama "Hotel Baltic Beach"

La ciudad de Jūrmala en realidad consiste en una serie de pequeños centros turísticos. De oeste a este, en estos se incluyen Ķemeri, Jaunkemeri, Sloka, Kauguri, Vaivari, Asari, Melluzi, Pumpuri, Jaundubulti, Dubulti, Majori, Dzintari, Bulduri y Lielupe.
El área que comprende ahora la ciudad de Jūrmala era antes parte de Riga, conocido como Rīgas Jūrmala. En algunas partes de la zona, como Sloka y Ķemeri, han sido conocidos como los centros de salud durante siglos. Jūrmala vez fue conocido en alemán como Riga-Strand, o "Playa de Riga".
La reputación de Jūrmala como destino balneario comenzó a final del siglo XVIII y a principios del siglo XV. Los ricos terratenientes comenzaron en la tradición de relax en la playa, y oficiales del ejército ruso vinieron aquí a descansar después de las Guerras Napoleónicas, volviendo más tarde con sus familias. El pico de desarrollo de la zona Jūrmala fue la apertura de la Riga-ferrocarril Tukums en 1877 (que todavía pasa por Jūrmala) que dio un gran impulso a la cantidad de visitantes, y por lo tanto un impulso al desarrollo de la ciudad como un centro turístico. Jūrmala también ganó una reputación como un centro de rehabilitación. La brisa del mar, el aroma del pino, fuentes del agua mineral y la playa de arena animó a muchos sanatorios para desarrollar dentro de la ciudad.
En la época soviética Jūrmala era popular entre los funcionarios comunistas, por su playa y sanatorios vacacionales que también recibieron como la recompensa por los miembros del sindicato superior. Se convirtió en uno de los destinos turísticos más populares de toda la Unión Soviética. Los spas ofrecen instalaciones de baños del barro para montar la terapia y el senderismo en el bosque. En verano hay muchos conciertos.
Jūrmala ganó el estatus oficial como ciudad en 1959. La línea del ferrocarril se electrificó y hoy cuenta con el servicio de tren más regular en Letonia.
Mientras que Riga ha avanzado rápidamente para abrazar y atender a un número creciente de turistas occidentales, Jūrmala se ha quedado atrás. Los rusos ahora están sujetos a estrictos requisitos del visado y de sus playas todavía tienen que atraer a un número significativo de los europeos, dejando a la industria turística con una dura tarea en sus manos. Sin embargo, durante los últimos años, Jūrmala ha comenzado a recuperarse. Muchas celebridades rusas, hombres de negocios exitosos y otros han sido la compra de casas cerca de la playa, y un montón de diferentes festivales y otras actividades han traído más y más personas a la ciudad cada verano. Por el momento, Jūrmala casi se ha alcanzado la popularidad que experimentó por la élite soviética.
La playa principal en Majori y otro en Bulduri ahora llevan las banderas azules de eco-banderas de la señalización de su seguridad para nadar, y la Academia Nacional de Ciencias de Letonia cuenta con un hotel para sus miembros en la ciudad. También está el Festival de verano en junio, la celebración del día más largo del año. El "Jaunais Vilnis New Wave" El festival de música muestra lo último de la música de toda Europa. La guía Lonely Planet de la región indica que es uno de los aspectos más destacados de Letonia.[cita requerida]

## Playa
La playa de Jūrmala posee 33 km (21 millas) de largo, cubierta de arena de cuarzo blanco. Las aguas costeras poco profundas son adecuadas y seguras para los niños. La playa está equipada con juegos para los niños, los pequeños bancos, los campos de fútbol y el voleibol, así como los descensos para los cochecitos y las sillas de ruedas. En la primavera y en otoño las piezas de ámbar se pueden encontrar en la playa.
La playa de cada región tiene su propio carácter. En Majori y Bulduri, donde la Bandera Azul vuela, es posible alquilar las bicicletas de agua o relajarse en la cafetería de la playa. En Dubulti y Dzintari en competiciones en el fútbol playa y vóley playa en la toma del lugar, pero en la playa de Pumpuri existe el kitesurf y el windsurf.
En los concursos internacionales de deportes acuáticos, como el remo, la vela, el esquí acuático y que tienen lugar en el río Lielupe. En enero de 2012 en la localidad de Jūrmala fue sede de los Campeonatos Mundiales de Natación de Invierno de 2012.

Vista panorámica de la playa de Jürmala.

## Festival
Durante la era Soviética, Jūrmala fue sede en varios festivales, el más notable de los cuales eran en cada año el Festival de Ajedrez de Jūrmala [cita requerida] y el festival de música pop de Jūrmala (1986-1993).
Desde el año 2001 Jūrmala ha organizado un concurso para los jóvenes cantantes de pop "New Wave" de toda Europa. Jūrmala también acoge cada mes de julio el "Cantando KIVIN".
El Concurso Internacional de Piano de Jūrmala, organizado por el Ayuntamiento y la Asociación de Profesores de Piano de Letonia en colaboración con el Ministerio de Cultura de Letonia, para los pianistas de todas las nacionalidades de entre 19 años y menores, se estableció en 1994 y se celebra cada dos años en el "Dzintari" en la sala de conciertos. A medida que el Concurso Internacional de Música Académica (con varias categorías) que alcanzó su 11.ª temporada en el 2010.

## Ciudades hermanadas
Jūrmala está hermanada con las ciudades de:
- Anadia, Centro, Baixo Vouga,  Portugal.
- Alushta, República de Crimea, Rusia.
- Bursa, Mármara, Turquía.
- Eskilstuna, Södermanland, Suecia.
- Jakobstad, Ostrobotnia, Finlandia.
- Gävle, Gävleborg, Suecia.
- Palanga, Samogitia, Lituania.
- Pärnu, Estonia.
- Kazán, Volga, Rusia.
- Terracina, Lacio, Italia.
- Turkmenbashi, Balkan, Turkmenistán.